# Басіль аль-Асад
Басіль аль-Асад (араб. بَاسِلُ ٱلْأَسَدِ, трансліт. Bāsil al-ʾAsad; 23 березня 1962 — 21 січня 1994) — сирійський інженер, полковник, вершник і політик, старший син президента Сирії Хафеза аль-Асада та старший брат президента Башара аль-Асада. Він був спадкоємцем батька до своєї загибелі у автотрощі в 1994 році.

## Ранні роки й освіта

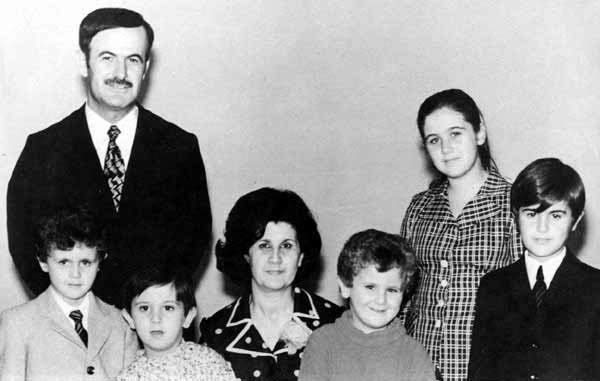
Родина Асадів. Зліва направо: Хафез Асад (батько), Башар (брат), Магер (брат), Аніса Махлуф (мати), Маджид (брат), Бушра (сестра) і Басіль, 1971 або 1972.

Басіль аль-Асад народився 23 березня 1962 року Здобув освіту інженера-будівельника та отримав ступінь доктора військових наук. Про своє дитинство він розповідав так: «Ми бачили батька вдома, але він був настільки зайнятий, що могло минути й три дні без того аби перекинутися з ним хоча б одним словом. Ми ніколи не снідали й не вечеряли разом, і я не пам'ятаю, аби коли-небудь разом сім'єю обідали, чи, може, лише раз чи два, коли йшлося про державні справи. Влітку всією сім'єю ми проводили день-два в Латакії, але тоді він теж працював в офісі, і ми рідко з ним зустрічалися.»

## Кар'єра
Навчався стрибкам з парашутом, був призваний до лав спеціального призначення, а після навчання у совєцьких військових академіях перейшов до бронетанкового корпусу. Він швидко піднявся службовою драбиною, став майором, а згодом командиром бригади Республіканської гвардії.
Після того, як його батько одужав від важкої хвороби у 1984 році, Басіль почав супроводжувати його, і вийшов на широкий загал у 1987 році, коли виграв кілька медалей з кінного спорту на регіональному турнірі. Сирійська преса партії Баас вихваляла його як «Золотого лицаря» за його майстерність верхи на коні. Він також мав репутацію людини, яка цікавиться швидкими автомобілями, і його друзі описували його як харизматичного та владного. Невдовзі Асад був призначений начальником служби безпеки президента. Крім того, у 1989 році він заснував Сирійське комп'ютерне товариство, яке пізніше очолив Башар.

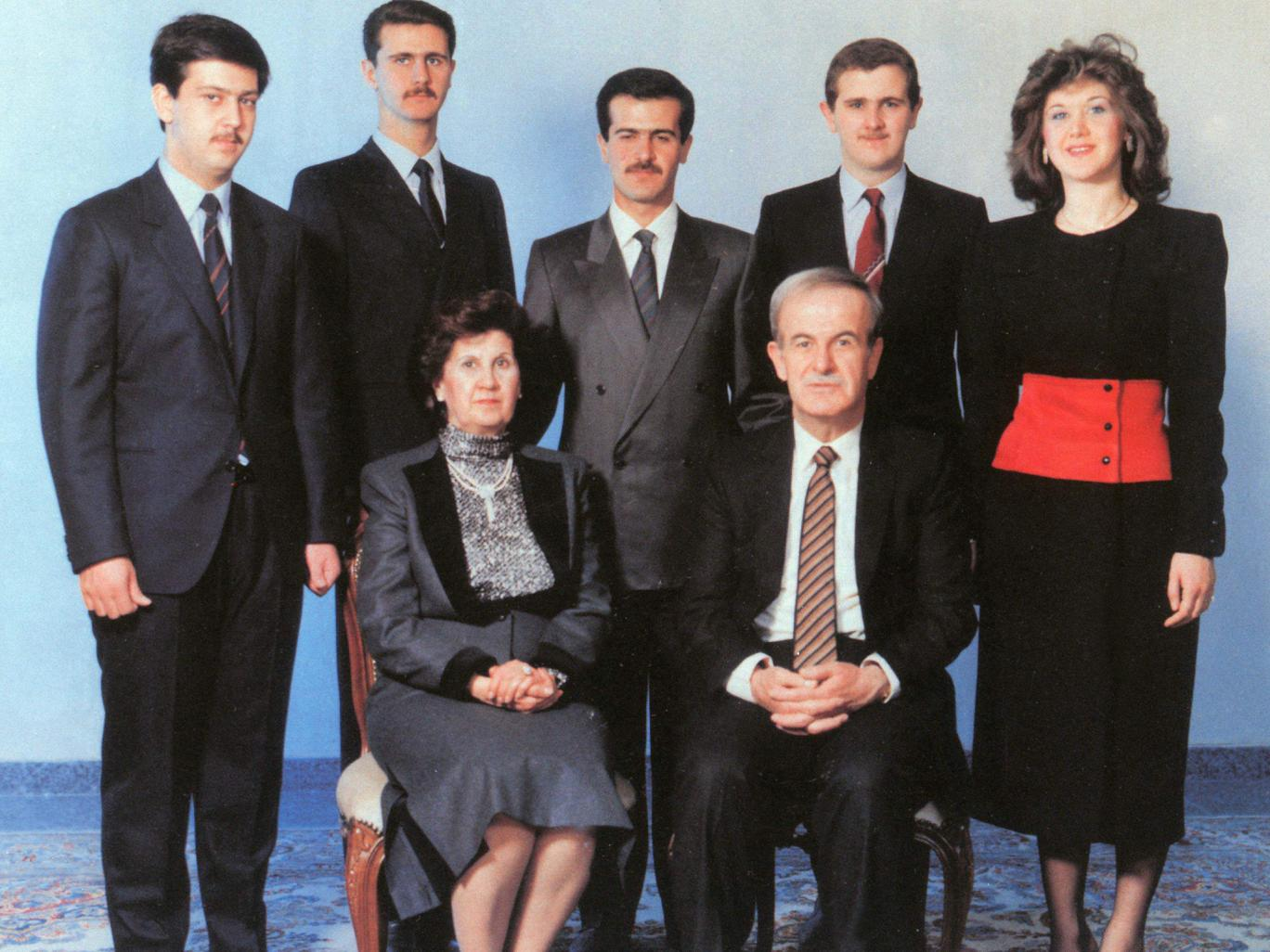
Родина Асадів. Стоять зліва направо: Магер, Башар, Басіль, Меджид і Бушра. Сидять Хафез та Аніса

Спочатку дядько Асада, Ріфаат аль-Асад, був обраний спадкоємцем Хафеза, але Ріфаат намагався узурпувати владу в Хафеза, коли останній був у комі в 1984 році. Це призвело до вигнання Ріфаата. Після цього інциденту Басіль став спадкоємцем батька. На початку 1990-х Хафез активізував зусилля, щоб зробити Басіля наступним президентом Сирії; після перемоги Хафеза на виборах у 1991 році президента публічно називали «Абу Базіл» (батько Басіля). Басіля також знайомили з європейськими та арабськими лідерами; він був близьким другом дітей короля Йорданії Хусейна, особливо Хайї бінт Хусейн, яка також захоплювалася верховою їздою, а також був представлений королю Саудівської Аравії Фахду.
Асад відігравав значну роль у ліванських справах і був відомий ліванським лідерам усіх сект. Він організував широко розпіарену антикорупційну кампанію в уряді та часто з'являвся у повній військовій формі на офіційних прийомах, аби засвідчити прихильність уряду до збройних сил.

## Особисте життя
Окрім своєї рідної арабської, Басіль володів французькою та російською мовами. Відповідно до витоку дипломатичних телеграм Сполучених Штатів, він мав стосунки з ліванкою Сіхам Ассейлі, яка пізніше вийшла заміж за ліванського журналіста та депутата Гебрана Туені.

## Смерть

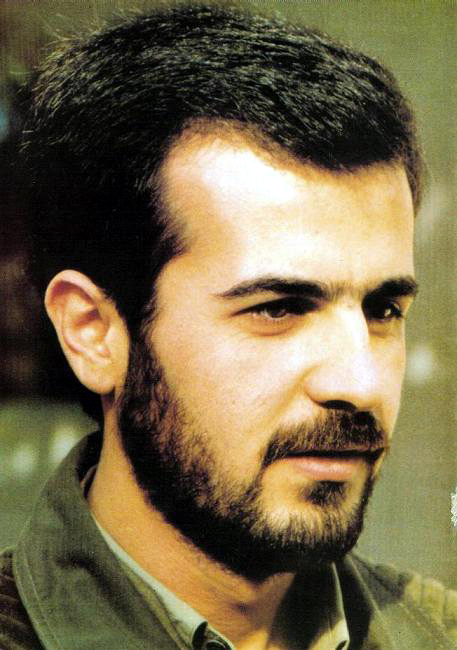
Басіль аль-Асада

21 січня 1994 року, коли він їхав на своєму розкішному Mercedes на високій швидкості (Пол Теру повідомляє, що Басіль їхав зі швидкістю 240 км/год крізь туман до міжнародного аеропорту Дамаска для приватного чартерного рейсу до Франкфурту (Німеччина), рано вранці прямуючи на гірськолижну відпустку в Альпах, Басіль зіткнувся з шлагбаумом і, не пристебнувшись, загинув миттєво. Хафез Махлуф був з ним і був госпіталізований з травмами після аварії; водій на задньому сидінні не постраждав.
Тіло Асада було доставлено до лікарні університету Аль-Асад, а потім поховано в Кардахі, де пізніше було поховано і його батька.
Смерть Басіля Асада призвела до того, що його менш відомий молодший брат Башар аль-Асад, який тоді проходив навчання в аспірантурі з офтальмології в Лондоні, став спадкоємцем. Башар став президентом після смерті батька 10 червня 2000 року.

## Вшанування пам'яті
Після його смерті магазини, школи та державні установи в Сирії закрилися, а продаж алкоголю було призупинено. Він був зведений державою до «мученика країни, мученика нації та символу її молоді».
Його іменем названо багато площ і вулиць. Зокрема новий міжнародний плавальний комплекс, лікарні, спортивні клуби та військову академію. Міжнародний аеропорт Латакії був названий на його честь Міжнародний аеропорт Басіль Аль-Асад. Його пам'ятники було встановлено у кількох сирійських містах, і навіть після смерті його часто зображували на рекламних щитах разом з батьком і братом. Його кінний пам'ятник стояв у Алеппо до грудня 2024 року, коли його повалили повстанці, а раніше — у Чтаурі, Ліван.
17 листопада 2020 року в спортивному місті Латакії було урочисто відкрито музей, присвячений йому.